# 稲田容子
稲田 容子（いなだ ようこ、1969年9月6日 - ）は福岡県出身の射撃選手。アトランタ五輪、シドニー五輪、アテネ五輪代表。北海道札幌手稲高等学校、昭和女子大学短期大学部卒業。宮城県警察在職中に射撃を始めた。YOKO・INADAスポーツ射撃クラブ所属。

## 略歴
- 1992年 全日本選手権で優勝。
- 1996年 初の五輪出場。アトランタオリンピックのエアピストルで15位。スポーツピストルで35位。
- 2000年 シドニーオリンピックの25mピストルで7位、エアピストルで8位。
- 2004年 アテネオリンピックの10mエアピストルで10位。
- 2006年 ドーハアジア大会の25mピストルで6位。